# Dispur
Dispur je grad u Indiji, glavni grad indijske savezne države Assam, smještene na sjeveroistoku Indije. Dispur je bio je predgrađe i dio grada Guwahati, sve do 1973.g. kada je postao glavni grad savezne države.